# Аква-Паола

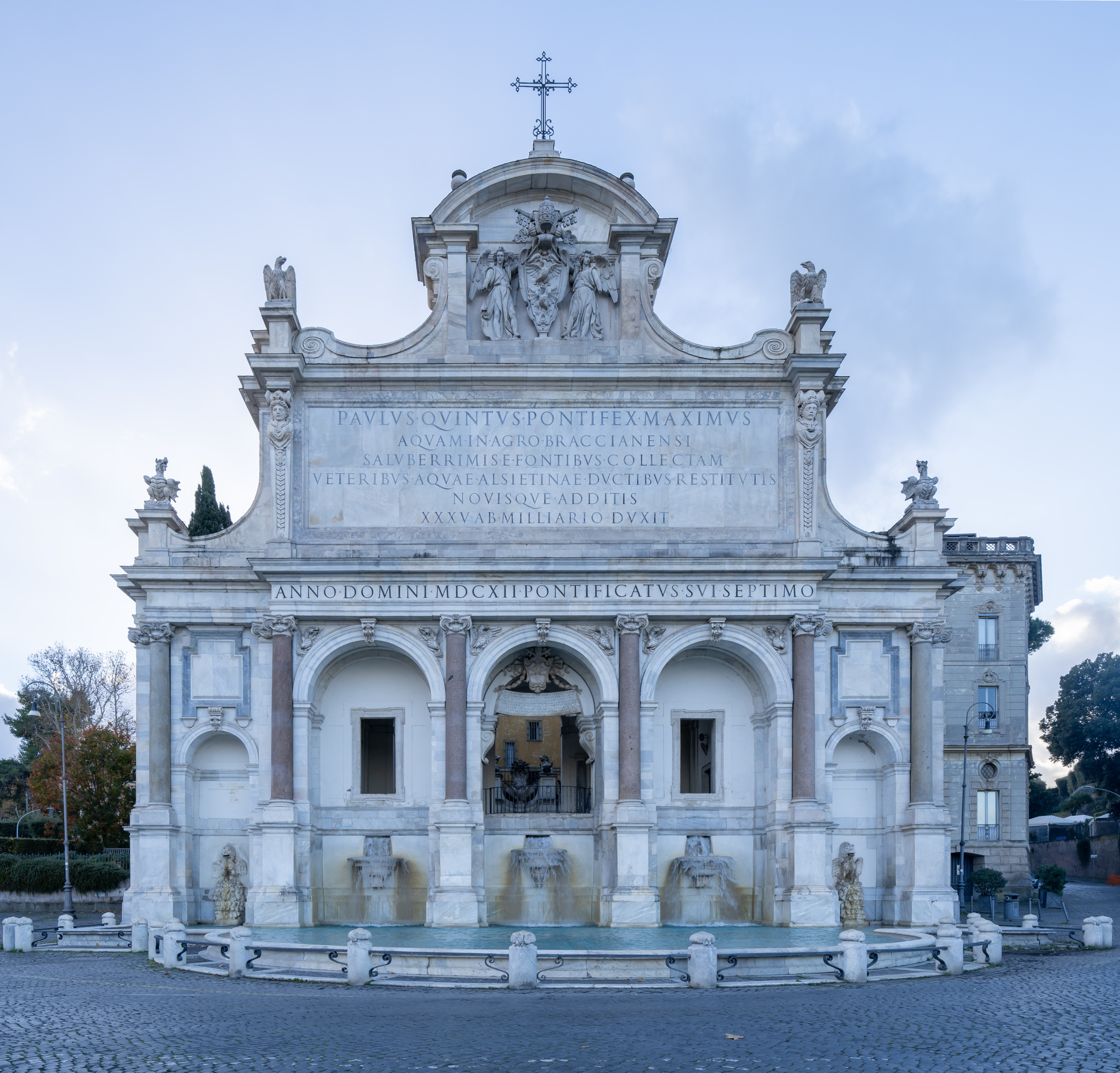
Фонтан Аква-Паола

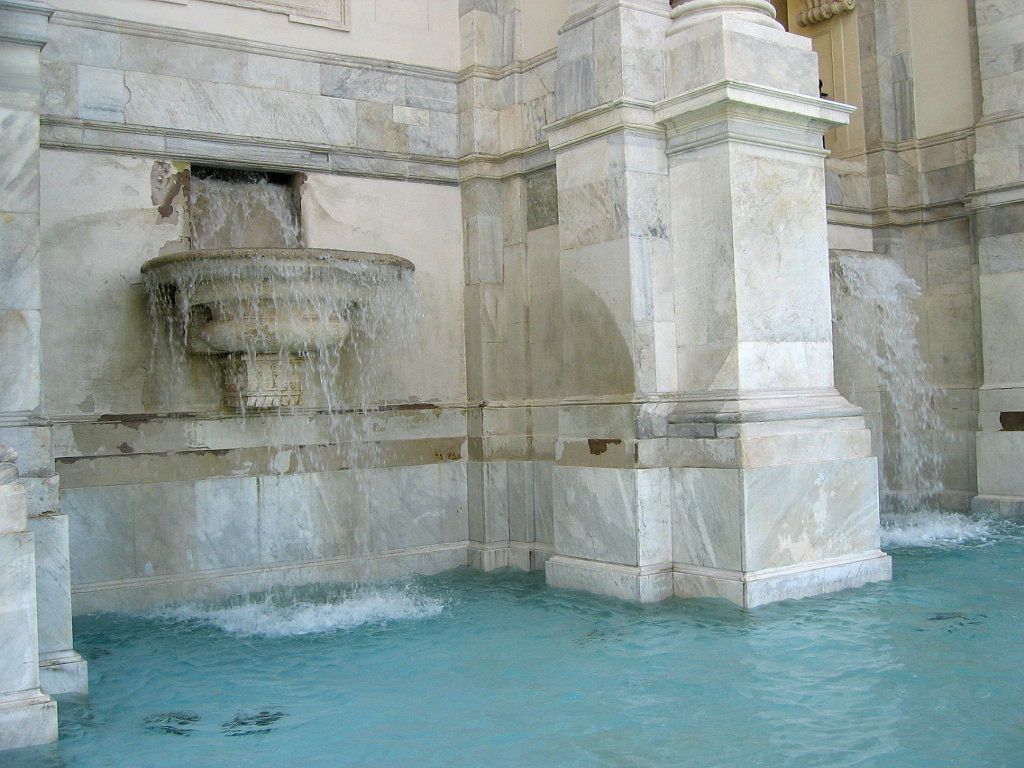
Фонтан Аква-Паола, деталь

Фонтан «Аква-Паола» (итал. Fontana dell'Acqua Paola), также известный как Il Fontanone («Большой фонтан») — монументальный барочный фонтан, расположенный на Яникульском холме в Риме, близ церкви Сан-Пьетро-ин-Монторио. Он построен в 1612 году в честь окончания строительства одноимённого акведука, проложенного папой Павлом V (и названного его именем). Это первый крупный фонтан на правом берегу Тибра.

## История
Облик Аква-Паола навеян другим знаменитым римским фонтаном — Аква-Феличе, который был построен при Сиксте V в 1585—1588 годах. Павел V восстановил разрушенный в VI веке акведук Траяна (хотя сам Павел V считал, что восстанавливает другой античный акведук, Аква Альсиетина, поэтому в надписи на аттике фонтана упомянут именно он), чтобы обеспечить питьевой водой жителей близлежащих районов города. Часть средств на строительство папа собрал за счёт введения налога на вино, что вызвало недовольство местных жителей. Этот налог и другие источники дохода позволили папе приобрести права на воду из источника близ озера Браччано, недалеко от Рима, чтоб использовать её для фонтана.
Авторы фонтана — архитекторы Фламинио Понцио и Джованни Фонтана, чей брат Доменико Фонтана работал над фонтаном Аква-Феличе. Они использовали белый мрамор из руин античного храма Минервы с форума Нервы, оформив им массивный пятиарочный шлюз. Фонтан увенчан папской тиарой и ключами Петра, ниже изображён семейный герб Боргезе с орлом и драконом, поддерживаемый ангелами. Высеченная ниже монументальная надпись прославляет Павла V за то, что он даровал воду жителям Трастевере.
В отличие от фонтана Аква-Феличе, украшенного скульптурами библейских персонажей, темой Аква-Паола является сама вода. Пять мощных струй льются через арки в пять мраморных чаш, а оттуда — в большой полукруглый бассейн, которым в 1690 году дополнил сооружение Карло Фонтана.
Форма фонтана Аква-Паола с его большим бассейном позднее послужила источником вдохновения для авторов фонтана Треви.

## В искусстве
Американский композитор Чарльз Томлинсон Гриффс написал пьесу для фортепиано «Фонтаны Аква-Паола» (The Fountains of Acqua Paola) в серии «Римские зарисовки» (Roman Sketches, Op. 7, 1915—1916).
Сцена, открывающая фильм Паоло Соррентино «Великая красота», снята у фонтана Аква-Паола.